# ヤングマガジンアッパーズ
『ヤングマガジンアッパーズ』は、講談社がかつて発行していた漫画雑誌。

## 概要
1998年4月1日創刊。2004年21号（10月19日発売）をもって休刊となった。発売日は、創刊時点の段階では毎月第1第3水曜日、休刊時点の段階では毎月第1第3火曜日。
1980年創刊の『週刊ヤングマガジン』の姉妹誌にあたる。母体となる『週刊ヤングマガジン』には、1986年から1988年頃にかけてヤングマガジン系増刊号が多数発行されたが、『ヤングマガジンアッパーズ』の創刊により定期刊行の派生誌としてはほぼ一本化された。
創刊時のイメージキャラクターに松本恵（現：松本莉緒）を起用。大型広告やプレゼントキャンペーンが行われた。発行後期は下降気味だったものの、公称発行部数は安定していた。
休刊の理由については、当時の『週刊少年マガジン』編集長である工富保は「現状維持より他が良くなることを選んだ」と語った。
グラビアがある漫画雑誌としては珍しく、グラビアに「Uppers' Uppercuts!!」とコーナー名が設けられていた。

## 連載作品一覧
- アマレスけんちゃん（若杉公徳）
- R-16（原作：佐木飛朗斗、漫画：桑原真也）：2002年21号 - 2004年21号（最終号）、→『週刊ヤングマガジン』に移籍。
- iドーモ!（堂高しげる）：2000年15号 - 2001年
- 暗黒回胴伝 将（原案：高木MAX、漫画：岡村茂+なっつん）：2002年16号 - 不明
- イヌっネコっジャンプ!（はっとりみつる）：2000年9号 - 2002年3号
- 映画でにぎりっ屁!（榎本俊二）：不明 - 2004年
- 映画に毛が3本!（黒田硫黄）：1998年 - 2004年、→『別冊ヤングマガジン』に移籍。
- えきからとほ20分（池永なをみ）：1998年4号 - 同年10号
- 江戸川キング（吉田聡）：1999年16号 - 2000年22号
- MI-4（きうちかずひろ）：1998年（創刊号） - 1999年9号
- 援助交際撲滅運動（原作：山本英夫、漫画：こしばてつや）：1998年2号 - 12号
- OH!スーパーミルクチャン（たまご♥やき）：2000年21号 - 2002年7号
- おとぎのまちのれな（はっとりみつる）：2002年9号 - 2004年
- 鬼斬り十蔵（せがわまさき）：1998年（創刊号） - 2000年16号
- ガネコ村物語（地下沢中也）：1999年20号 - 2000年4号
- 餓狼伝（原作：夢枕獏、漫画：板垣恵介）：1999年15号 - 2004年21号（最終号）、→『イブニング』に移籍。
- 強行-捜査一課強行犯係（原作：横山秀夫、漫画：所十三）：不明 - 2004年
- 巨乳ドラゴン（三家本礼）：2004年15号 - 2004年21号（最終号）、単行本未刊→ぶんか社より刊行。
- グレゴリーホラーショー（イワタナオミ）：2000年20号 - 不明
- クローン5（相談：いとうせいこう、漫画：すぎむらしんいち）：2001年19号 - 不明
- 月球 〜moonlight baseball〜（土田世紀）：2000年22号 - 不明
- 毛付き!!フラン健DX（地下沢中也）：2000年5号 - 不明
- 恋人プレイ（玉置勉強）：1998年（創刊号） - 1999年5号
- コギャル寿司（小田原ドラゴン）：1999年11号 - 2002年14号
- 黒竜の城（原作：田中芳樹、漫画：梶原崇）：2000年20号 - 不明
- コリドラー 〜廊下者〜（サガノヘルマー）：2000年2号 - 不明
- コンパレ（むとうひろし）：2000年21号 - 不明
- 告白 CONFESSION（原作：福本伸行、漫画：かわぐちかいじ）：1998年創刊号 - 12号
- THE大市民（柳沢きみお）：2002年11号 - 2004年21号（最終号）
- SATELLITEぢゅにゃ（サガノヘルマー）：1998年創刊号 - 1999年10号
- サムライダー（すぎむらしんいち）：2003年10号 - 2004年
- さんぴんぶれいく（原作：史村翔、漫画：山本隆一郎）：1998年創刊号 - 1999年11号
- G-taste（八神ひろき）：2000年10号 - 2004年、←『ミスターマガジン』より移籍。
- 史上最低のレガッタ（塀内夏子）：2003年9号 - 不明
- シスターリリィの告白（小林じんこ）：1998年（創刊号） - 同年3号
- 実録24時（野村潤）：不明 - 2004年
- 獣国志（ルノアール兄弟）：2004年6号 - 2004年
- SUGAR（新井英樹）：2001年15号 - 2004年21号（最終号）、→続編『RIN』が『週刊ヤングマガジン』で連載。
- ジョバレ（白井三二朗）
  - ジョバレ - マンガ図書館Z（外部リンク）
- しらゆき姫と七人の大人（タイム涼介）：不明 - 2004年
- 杉作（山本康人）：2002年6号 - 2004年
- スパルタン 〜山崎健の野望〜（山崎健）：2000年9号 - 不明
- すもあんこ☆ソリューション（砂漠谷）：不明 - 2004年
- 世紀末覇王伝説 〜渡部謙吾物語〜（平松伸二）：1999年12号 - 同年14号
- 生存 〜LifE〜（原作：福本伸行、漫画：かわぐちかいじ）：1999年17号 - 2000年15号
- 世界遺産キンツバ（こばやしひよこ）：1998年（創刊号） - 同年4号
- 全日本妹選手権!!（堂高しげる）：2001年 - 2004年
- それいけニャッピー（まつながかずまさ）：不明 - 2004年
- ゾンビ忍者 バクチカ（梶原崇）：1999年22号 - 2000年2号
- たもっさんの時間（風間やんわり）：1999年10号 - 2004年21号（最終号）
- 地上最強宣言牛肉（丘咲賢作）：1999年21号 - 2000年7号
- ちちょんまんち（小林まこと）：1998年（創刊号）、1998年8号 - 2002年9号
- ちんぽ刑事（丘咲賢作）：1998年（創刊号） - 1999年19号
- でぃすぱっち!!（こばやしひよこwith皆殺死FACTORY）：1998年7号 - 1999年7号
- 的中 〜GET〜（原作：田原成貴、漫画：のだしげる）：1998年12号 - 2000年3号
- TO-mA（桑原真也）：2001年7号 - 不明
- 特撮天使（倉上淳士）：2002年16号 - 2003年17号
- ドラゴンスロッター茂（岡村茂）：不明 - 2002年9号
- 成りたがり（河田雄志）：1998年4号 - 2000年5号
- ネヴァ+ベタ（山田猫）：1999年11号 - 同年19号
- ハウスボウラー（タイム涼介）：2000年20号 - 不明
- 鋼-HAGANE-（神崎将臣）：1998年（創刊号） - 2003年1号
- バサラ 〜破天の男〜（原作：さいふうめい、漫画：ミナミ新平）：2001年6号 - 2002年6号
- バジリスク 〜甲賀忍法帖〜（原作：山田風太郎、漫画：せがわまさき）：2003年4号 - 2004年13号
- BACKFLIP!（玉置一平）：2002年15号 - 2003年7号
- 花川ジンタ（相沢トモコ）：1998年5号 - 同年17号
- 鼻兎（小林賢太郎）：2000年23号 - 2004年
- PARA 〜パラ〜（原作：木内一雅、漫画：井上祐徳）：1998年（創刊号） - 1999年10号
- 腹くだしダンデー（風間やんわり）：1998年（創刊号） - 1999年9号
- 春よ、来い（咲香里）：1999年6号 - 不明
- ピアノの森（一色まこと）：1998年9号 - 不明、→『モーニング』に移籍。
- ビバ! 思春期…（長尾謙一郎）：1998年3号 - 1999年10号
- フィールドの奇行師（浅岡剛史）：2002年12号、2002年15号 - 不明
- フーセン（原作：史村翔、漫画：水野トビオ）：2000年3号 - 同年19号
- 不死身のフジナミ（押川雲太朗）：2000年19号 - 2003年3号
- BOOKLET POSTER（士郎正宗）※折込ポスター
- BLUE EDGE（みやすのんき）：1999年11号 - 同年19号
- ブルーバック（神崎将臣）：2003年 - 不明
- PERIDOT（こばやしひよこ）：1999年13号 - 不明
- ほぐし屋捷（村田ひろゆき）：1999年8号 - 不明
- 盆堀くん（いましろたかし）：不明 - 2004年
- 魔女っ娘つくねちゃん（まがりひろあき）：2003年8号 - 2004年21号（最終号）、→『月刊少年シリウス』に移籍（『魔女っ娘つくねちゃん+』にリニューアル）。
- まんちょくスナイパーとどめ（片山まさゆき）：1998年（創刊号） - 1999年14号
- 水の中の月（土田世紀）：1998年創刊号 - 同年6号、←『ヤングマガジン増刊エグザクタ』より移籍。
- メタルウインド（吉永裕介）：2000年11号 - 不明
- やまとの羽根（咲香里）：不明 - 2004年
- 四畳半コマ劇場（茶々丸）：2001年11号 - 不明
- Oリー打越くん!!（桑原真也）：1998年13号 - 不明
- ランペイジ（吉永裕ノ介）：不明 - 2004年、→『FlexComixブラッド』（Yahoo!コミック）に移籍・再録の後、『FlexComixネクスト』（同社）で継続。
- RED（村枝賢一）：1998年15号 - 2004年21号（最終号）、→『週刊ヤングマガジン』に移籍。
- 流月抄（池上遼一）：1998年2号 - 不明
- Rose Hip Rose（藤沢とおる）：2002年22号 - 2003年10号
- ロングヘアーにあこがれて（くまたけし）：1999年8号 - 同年17号
- We are the 惨歌（河田雄志）：不明 - 2002年

## 映像化作品

### 実写化
| 作品      | 放送年 | 制作                             | 備考                                |
| --------- | ------ | -------------------------------- | ----------------------------------- |
| G-taste   | 2001年 | 「G-taste」製作委員会 テレビ朝日 |                                     |
| 生存 LifE | 2002年 | NHK大阪放送局                    | タイトルは「生存 愛する娘のために」 |

| 作品             | 公開年          | 配給                      | 備考                                                   |
| ---------------- | --------------- | ------------------------- | ------------------------------------------------------ |
| 援助交際撲滅運動 | 2001年（第1作） | キングレコード            |                                                        |
| 援助交際撲滅運動 | 2004年（第2作） | オムロ                    | タイトルは「援助交際撲滅運動 地獄変」                  |
| 援助交際撲滅運動 | 2009年（第3作） | SPOTTED PRODUCTIONS       | タイトルは「STOP THE BITCH CAMPAIGN 援助交際撲滅運動」 |
| 援助交際撲滅運動 | 2020年（第4作） | キングレコード ブラウニー | タイトルは「エンボク」                                 |
| 告白 CONFESSION  | 2024年          | ギャガ                    | タイトルは「告白 コンフェッション」                    |

| 作品         | 発売年 | 制作           | 備考                                                 |
| ------------ | ------ | -------------- | ---------------------------------------------------- |
| 巨乳ドラゴン | 2010年 | ティーエムシー | タイトルは「巨乳ドラゴン 温泉ゾンビVSストリッパー5」 |

- 他誌から移籍前に『大市民』シリーズがテレビドラマ化されている。

### アニメ化
| 作品                      | 放送年 | アニメーション制作                  | 備考 |
| ------------------------- | ------ | ----------------------------------- | ---- |
| バジリスク 〜甲賀忍法帖〜 | 2005年 | デジタル・アニメ・プロジェクト、GDH |      |

- 他誌から移籍前に『G-taste』がOVA化（ただしアダルトアニメ）されている。
- 他誌へと移籍後に『魔女っ娘つくねちゃん 』がOVA化されている。

## 歴代編集長
- 田宮一
- 五十嵐秀幸

## 発行部数
- 1998年：公称60万部[2]
- 1999年：公称45万部[3]
- 2000年：公称35万部[4]
- 2001年：公称28万部[5]
- 2002年：公称22万部[6]
- 2003年：公称20万部[7]
- 2004年：公称18万部[8]

## アッパーズKC
アッパーズKCは『ヤングマガジンアッパーズ』に掲載された作品を主に収録する漫画単行本レーベル。
ロゴタイプは上向き矢印の中に三段組みで「アッパーズ」「UP's」「KC」の文字が書かれたものが背表紙上部で使われた。その下にコード番号が書かれた。
1998年11月9日創刊。アッパーズ休刊に伴って新規発行停止。初回配本は、『鋼-HAGANE-』（神崎将臣）、『まんちょくスナイパーとどめ』（片山まさゆき）、『恋人プレイ』（玉置勉強）、『水の中の月』（土田世紀）、『さんぴんぶれいく』（史村翔・山本隆一郎）の5点となる。
アッパーズKCDXは、アッパーズKCの特装版。他のKCDXが掲載誌関係無くコード番号を割り振られるのに対し、これには独自のコード番号が用意されている。
創刊は1998年12月7日。初回配本は、『援助交際撲滅運動』（山本英夫・こしばてつや）の1点となる。

## 主催賞
「UPPERS勝新人漫画賞（アッパーズ新人漫画賞）」の名称で新人賞を開催。
主な受賞者は以下の通り。
- はっとりみつる（第3回入選）
- 吉永裕介（第4回佳作）
- 萩尾ノブト（第11回大賞）
- 橋本エイジ（第11回入選）
- まがりひろあき
- 堂高しげる

## 有害図書指定
鳥取県は県青少年健全育成条例に基づき、2004年17号を青少年に有害な図書類に指定している。